# Tapirus johnsoni
Tapirus johnsoni is een uitgestorven tapir die tijdens het Mioceen in Noord-Amerika leefde.

## Fossiele vondsten
Fossielen van Tapirus johnsoni zijn gevonden in de Ash Hollow-formatie in de Amerikaanse staat Nebraska en dateren uit de North American land mammal age Laat-Clarendonian, ongeveer 11 miljoen jaar geleden. De soort werd in 1975 beschreven op basis van beperkt fossiel materiaal, maar later zijn completere vondsten gedaan waaronder twee schedels. De Ash Hollow-formatie bestaat uit afzettingen met fossielen van dieren die bedekt werden door laag as na een grote vulkaanuitbarsting.

## Kenmerken
Tapirus johnsoni is een relatief kleine tapir en het is de oudste en basaalste Noord-Amerikaanse soort.